# Sackheimsporten
Sackheimsporten (tyska: Sackheimer Tor, ryska: Закхаймские ворота, Zakchajmskije vorota) är en av de sju bevarade stadsportarna i den ryska staden Kaliningrad (f.d. Ostpreussiska Königsberg). Porten är belägen vid korsningen Moskovkij prospekt/Litovki val i den gamla stadsdelen Sackheim. Den är byggd i nygotisk stil.
Den första stadsporten byggdes på denna plats de 20-30 första åren på 1600-talet som en del av den första stadsmuren. Dock byggdes den yngre nuvarande byggnaden mellan 1855 och 1860, när muren hade moderniserats grundligt. I början av 1900-talet revs muren eftersom den nu var föråldrad och stadsutvecklingen började avstanna. Sackheimsporten behölls dock.